# 航海者ハンノ

航海者ハンノの活動地域

航海者ハンノ（こうかいしゃハンノ、英: Hanno the Navigator, Hanno II of Carthage）は、紀元前450年頃のカルタゴ出身の人物。地中海を越えてアフリカ大陸西岸部にまでの大航海を遂行した。この功績により後世では他の「ハンノ」たちと区別して「航海者」と名づけられている。
「ハンノ」という意味はフェニキア語で「慈悲深い」という意味である。

## 概説
カルタゴの発展期にカルタゴ政府は他の植民市として西アフリカ沿岸地域に建造可能な土地を探しており、この命によりハンノは60隻もの船隊を率いてカルタゴを後にした。そして彼はジブラルタル海峡を渡り海岸沿いに南下、コートジボワール付近にまで達した。
また彼はこの航海の記録を残しており、その中での一節に以下のような記述がある。
それによるとハンノたちは航海中に毛むくじゃらな人間たちを発見して、その中で女を3人捕獲した。しかし女たちは非常に凶暴で抵抗したので彼女らを殺したと言う。地元の通訳にこの毛だらけの女どもはどういう人種かと尋ねてみると、通訳は「ゴリラ」と呼んだ。
これが現在のゴリラの語源となっている。
この記録は後にギリシア語に翻訳され、さらにラテン語を通じて現在まで伝わった。

## 伝承の経路
前述のようにハンノの伝記はギリシア語で言及され、この伝記はハンノがカルタゴに戻ってからバアル神殿に残されたものだと言う。そして「カルタゴの提督ハンノの航海」という題名で全訳されアッリアノス、大プリニウスに知られるに至った。

## 海路の推定
ハンノの海路は現在の歴史家の間で少なくともセネガルにまで至ったと大よその合意はされているが、細かな推定ではシエラレオネ、カメルーン、ガボンと学者ごとに異なる。しかしながらハンノの記述にはカメルーン山と思われる山の記録が残っているので、さらに南下していた可能性も否定できない（ただし、この記述はギニアの山とする異論がある）。